# Chelifera corsicana
Chelifera corsicana är en tvåvingeart som beskrevs av Vaillant 1981. Chelifera corsicana ingår i släktet Chelifera och familjen dansflugor. Inga underarter finns listade i Catalogue of Life.